# Llista d'asteroides/158001-158100
| Nom               | Designació provisional | Data de descobriment   | Lloc de descobriment | Descobridor/s  |
| ----------------- | ---------------------- | ---------------------- | -------------------- | -------------- |
| 158001 -          | 2000 OY53              | 29 de juliol de 2000   | Anderson Mesa        | LONEOS         |
| 158002 -          | 2000 PG7               | 5 d'agost de 2000      | Bisei SG Center      | BATTeRS        |
| 158003 -          | 2000 PN12              | 3 d'agost de 2000      | Socorro              | LINEAR         |
| 158004 -          | 2000 QY19              | 24 d'agost de 2000     | Socorro              | LINEAR         |
| 158005 -          | 2000 QO23              | 25 d'agost de 2000     | Socorro              | LINEAR         |
| 158006 -          | 2000 QS25              | 26 d'agost de 2000     | Socorro              | LINEAR         |
| 158007 -          | 2000 QZ36              | 24 d'agost de 2000     | Socorro              | LINEAR         |
| 158008 -          | 2000 QD47              | 24 d'agost de 2000     | Socorro              | LINEAR         |
| 158009 -          | 2000 QP106             | 29 d'agost de 2000     | Socorro              | LINEAR         |
| 158010 -          | 2000 QU109             | 28 d'agost de 2000     | Ondřejov             | P. Kušnirák    |
| 158011 -          | 2000 QP112             | 24 d'agost de 2000     | Socorro              | LINEAR         |
| 158012 -          | 2000 QE114             | 24 d'agost de 2000     | Socorro              | LINEAR         |
| 158013 -          | 2000 QW148             | 29 d'agost de 2000     | Siding Spring        | R. H. McNaught |
| 158014 -          | 2000 QP165             | 31 d'agost de 2000     | Socorro              | LINEAR         |
| 158015 -          | 2000 QT177             | 31 d'agost de 2000     | Socorro              | LINEAR         |
| 158016 -          | 2000 QX177             | 31 d'agost de 2000     | Socorro              | LINEAR         |
| 158017 -          | 2000 QO178             | 31 d'agost de 2000     | Socorro              | LINEAR         |
| 158018 -          | 2000 QY219             | 21 d'agost de 2000     | Anderson Mesa        | LONEOS         |
| 158019 -          | 2000 QJ224             | 26 d'agost de 2000     | Kitt Peak            | Spacewatch     |
| 158020 -          | 2000 QR254             | 26 d'agost de 2000     | Socorro              | LINEAR         |
| 158021 -          | 2000 RQ                | 1 de setembre de 2000  | Socorro              | LINEAR         |
| 158022 -          | 2000 RY11              | 1 de setembre de 2000  | Socorro              | LINEAR         |
| 158023 -          | 2000 RP22              | 1 de setembre de 2000  | Socorro              | LINEAR         |
| 158024 -          | 2000 RK25              | 1 de setembre de 2000  | Socorro              | LINEAR         |
| 158025 -          | 2000 RG72              | 2 de setembre de 2000  | Socorro              | LINEAR         |
| 158026 -          | 2000 RO80              | 1 de setembre de 2000  | Socorro              | LINEAR         |
| 158027 -          | 2000 SN5               | 21 de setembre de 2000 | Socorro              | LINEAR         |
| 158028 -          | 2000 SS9               | 23 de setembre de 2000 | Socorro              | LINEAR         |
| 158029 -          | 2000 SQ31              | 24 de setembre de 2000 | Socorro              | LINEAR         |
| 158030 -          | 2000 SU34              | 24 de setembre de 2000 | Socorro              | LINEAR         |
| 158031 -          | 2000 SV36              | 24 de setembre de 2000 | Socorro              | LINEAR         |
| 158032 -          | 2000 SR38              | 24 de setembre de 2000 | Socorro              | LINEAR         |
| 158033 -          | 2000 SW40              | 24 de setembre de 2000 | Socorro              | LINEAR         |
| 158034 -          | 2000 SB50              | 23 de setembre de 2000 | Socorro              | LINEAR         |
| 158035 -          | 2000 SA56              | 24 de setembre de 2000 | Socorro              | LINEAR         |
| 158036 -          | 2000 SJ57              | 24 de setembre de 2000 | Socorro              | LINEAR         |
| 158037 -          | 2000 SD66              | 24 de setembre de 2000 | Socorro              | LINEAR         |
| 158038 -          | 2000 SF67              | 24 de setembre de 2000 | Socorro              | LINEAR         |
| 158039 -          | 2000 SP76              | 24 de setembre de 2000 | Socorro              | LINEAR         |
| 158040 -          | 2000 SB80              | 24 de setembre de 2000 | Socorro              | LINEAR         |
| 158041 -          | 2000 SY89              | 22 de setembre de 2000 | Socorro              | LINEAR         |
| 158042 -          | 2000 SK112             | 24 de setembre de 2000 | Socorro              | LINEAR         |
| 158043 -          | 2000 SQ121             | 24 de setembre de 2000 | Socorro              | LINEAR         |
| 158044 -          | 2000 SY125             | 24 de setembre de 2000 | Socorro              | LINEAR         |
| 158045 -          | 2000 SC133             | 23 de setembre de 2000 | Socorro              | LINEAR         |
| 158046 -          | 2000 SE139             | 23 de setembre de 2000 | Socorro              | LINEAR         |
| 158047 -          | 2000 SE181             | 19 de setembre de 2000 | Haleakala            | NEAT           |
| 158048 -          | 2000 SR183             | 20 de setembre de 2000 | Haleakala            | NEAT           |
| 158049 -          | 2000 SX189             | 22 de setembre de 2000 | Haleakala            | NEAT           |
| 158050 -          | 2000 SQ198             | 24 de setembre de 2000 | Socorro              | LINEAR         |
| 158051 -          | 2000 SP206             | 24 de setembre de 2000 | Socorro              | LINEAR         |
| 158052 -          | 2000 SE226             | 27 de setembre de 2000 | Socorro              | LINEAR         |
| 158053 -          | 2000 SW228             | 28 de setembre de 2000 | Socorro              | LINEAR         |
| 158054 -          | 2000 SY228             | 28 de setembre de 2000 | Socorro              | LINEAR         |
| 158055 -          | 2000 SP234             | 22 de setembre de 2000 | Socorro              | LINEAR         |
| 158056 -          | 2000 SD250             | 24 de setembre de 2000 | Socorro              | LINEAR         |
| 158057 -          | 2000 SK272             | 28 de setembre de 2000 | Socorro              | LINEAR         |
| 158058 -          | 2000 SZ322             | 28 de setembre de 2000 | Socorro              | LINEAR         |
| 158059 -          | 2000 SW358             | 25 de setembre de 2000 | Haleakala            | NEAT           |
| 158060 -          | 2000 TO12              | 1 d'octubre de 2000    | Socorro              | LINEAR         |
| 158061 -          | 2000 TJ18              | 1 d'octubre de 2000    | Socorro              | LINEAR         |
| 158062 -          | 2000 TJ38              | 1 d'octubre de 2000    | Socorro              | LINEAR         |
| 158063 -          | 2000 TD40              | 1 d'octubre de 2000    | Socorro              | LINEAR         |
| 158064 -          | 2000 TT42              | 1 d'octubre de 2000    | Socorro              | LINEAR         |
| 158065 -          | 2000 TH57              | 2 d'octubre de 2000    | Anderson Mesa        | LONEOS         |
| 158066 -          | 2000 TN58              | 2 d'octubre de 2000    | Socorro              | LINEAR         |
| 158067 -          | 2000 UF5               | 24 d'octubre de 2000   | Socorro              | LINEAR         |
| 158068 -          | 2000 UV11              | 25 d'octubre de 2000   | Kitt Peak            | Spacewatch     |
| 158069 -          | 2000 UN17              | 24 d'octubre de 2000   | Socorro              | LINEAR         |
| 158070 -          | 2000 UH22              | 24 d'octubre de 2000   | Socorro              | LINEAR         |
| 158071 -          | 2000 UG29              | 24 d'octubre de 2000   | Socorro              | LINEAR         |
| 158072 -          | 2000 UP38              | 24 d'octubre de 2000   | Socorro              | LINEAR         |
| 158073 -          | 2000 UJ41              | 24 d'octubre de 2000   | Socorro              | LINEAR         |
| 158074 -          | 2000 UB49              | 24 d'octubre de 2000   | Socorro              | LINEAR         |
| 158075 -          | 2000 US50              | 24 d'octubre de 2000   | Socorro              | LINEAR         |
| 158076 -          | 2000 UO60              | 25 d'octubre de 2000   | Socorro              | LINEAR         |
| 158077 -          | 2000 UJ81              | 24 d'octubre de 2000   | Socorro              | LINEAR         |
| 158078 -          | 2000 UX90              | 24 d'octubre de 2000   | Socorro              | LINEAR         |
| 158079 -          | 2000 UW106             | 30 d'octubre de 2000   | Socorro              | LINEAR         |
| 158080 -          | 2000 US107             | 30 d'octubre de 2000   | Socorro              | LINEAR         |
| 158081 -          | 2000 VP                | 1 de novembre de 2000  | Kitt Peak            | Spacewatch     |
| 158082 -          | 2000 VT4               | 1 de novembre de 2000  | Socorro              | LINEAR         |
| 158083 -          | 2000 VK12              | 1 de novembre de 2000  | Socorro              | LINEAR         |
| 158084 -          | 2000 VX12              | 1 de novembre de 2000  | Socorro              | LINEAR         |
| 158085 -          | 2000 VU30              | 1 de novembre de 2000  | Socorro              | LINEAR         |
| 158086 -          | 2000 VT44              | 2 de novembre de 2000  | Socorro              | LINEAR         |
| 158087 -          | 2000 VN48              | 2 de novembre de 2000  | Socorro              | LINEAR         |
| 158088 -          | 2000 WV15              | 21 de novembre de 2000 | Socorro              | LINEAR         |
| 158089 -          | 2000 WT25              | 21 de novembre de 2000 | Socorro              | LINEAR         |
| 158090 -          | 2000 WL47              | 21 de novembre de 2000 | Socorro              | LINEAR         |
| 158091 -          | 2000 WH56              | 20 de novembre de 2000 | Socorro              | LINEAR         |
| 158092 Frasercain | 2000 WM68              | 28 de novembre de 2000 | Junk Bond            | J. Medkeff     |
| 158093 -          | 2000 WT89              | 21 de novembre de 2000 | Socorro              | LINEAR         |
| 158094 -          | 2000 WX90              | 21 de novembre de 2000 | Socorro              | LINEAR         |
| 158095 -          | 2000 WH100             | 21 de novembre de 2000 | Socorro              | LINEAR         |
| 158096 -          | 2000 WV146             | 28 de novembre de 2000 | Haleakala            | NEAT           |
| 158097 -          | 2000 WH164             | 21 de novembre de 2000 | Haleakala            | NEAT           |
| 158098 -          | 2000 WZ190             | 19 de novembre de 2000 | Anderson Mesa        | LONEOS         |
| 158099 -          | 2000 XX2               | 1 de desembre de 2000  | Socorro              | LINEAR         |
| 158100 -          | 2000 XE11              | 1 de desembre de 2000  | Socorro              | LINEAR         |